# بيل كارلتون
بيل كارلتون (بالإنجليزية: Bill Carlton)‏ هو سياسي أسترالي، ولد في 2 مايو 1894 في نيوكاسل في أستراليا، وتوفي في 30 يناير 1949 في أستراليا. حزبياً، نشط في حزب العمال الأسترالي. وقد انتخب عضو الجمعية التشريعية نيو ساوث ويلز.